# Francesco Maria Brancaccio
Francesco Maria Brancaccio (né le 15 avril 1592 à Canneto, dans les Pouilles, Italie, alors dans le royaume de Naples, et mort à Rome le 9 janvier 1675) est un cardinal italien du XVIIe siècle, issu de l'illustre famille Brancaccio. 
Il est l'oncle du cardinal Stefano Brancaccio (1681) et d'Emmanuele Brancaccio, évêque d'Ariano. D'autres membres de la famille sont les cardinaux  Landolfo Brancaccio (1294), Niccolò Brancaccio, pseudo-cardinal de Clément VII (1378), Rinaldo Brancaccio (1384), Ludovico Bonito (1408) et Tommaso Brancaccio, pseudo-cardinal de Jean XXIII (1411).

## Biographie

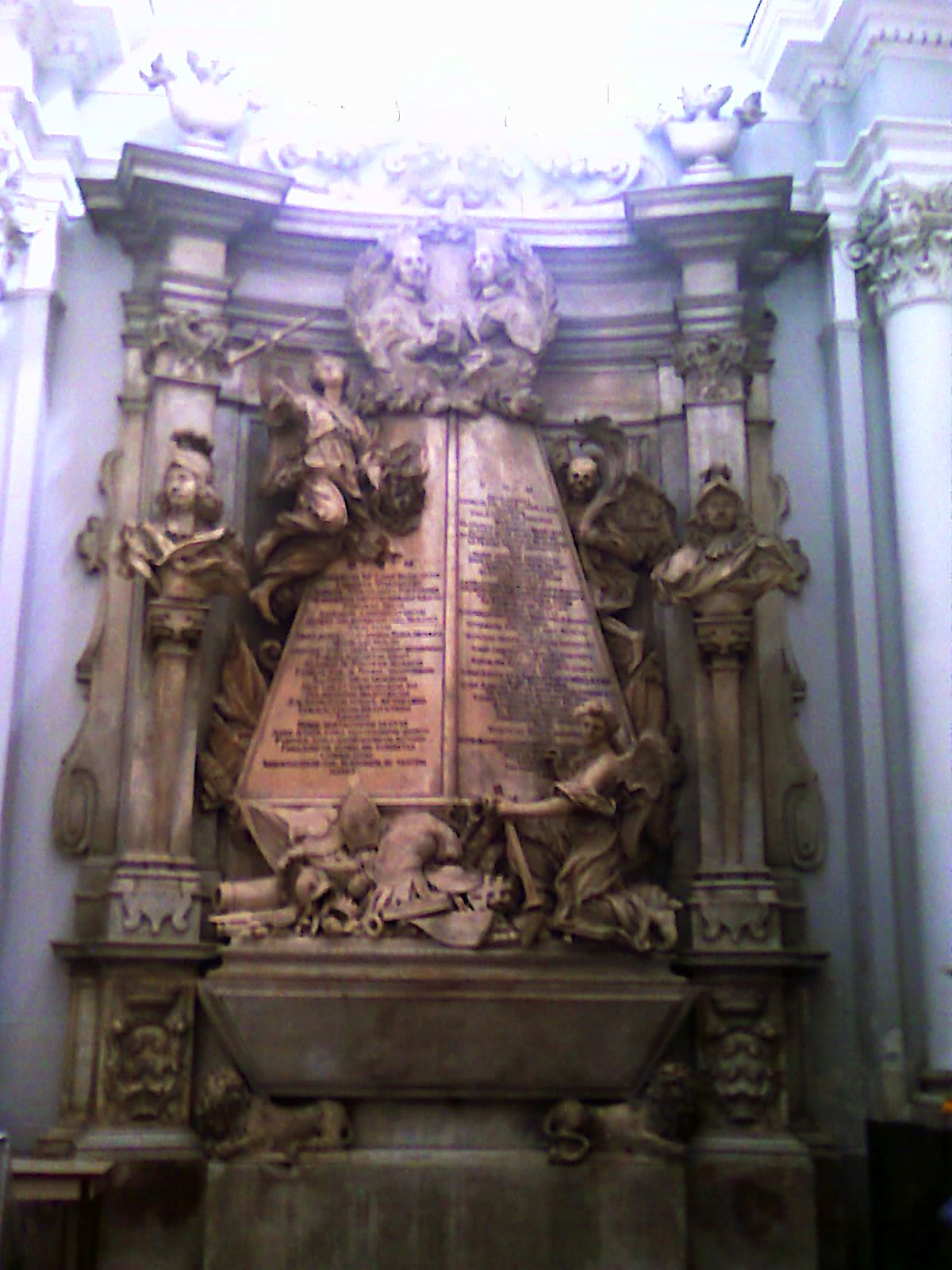
Tombeau du cardinal Francesco Maria Brancaccio

Francesco Maria Brancaccio étudie à Naples et est notamment référendaire au tribunal suprême de la Signature apostolique et gouverneur de Fabriano, Todi et Terni. En 1627 il est nommé évêque de Capaccio. 
Il est créé cardinal par le pape Urbain VIII lors du consistoire du 28 novembre 1633.
Il est transféré au diocèse de Viterbe et Toscanella en 1638. Le cardinal est vice-doyen du collège des cardinaux et préfet de la Congrégation pour les évêques et de la Congrégation des rites. 
Le cardinal Bancaccio participe au conclaves de 1644, à l'issue duquel Innocent X est élu pape, à celui de 1655 (élection d'Alexandre VII), de 1667 (élection de Clément IX) et de 1669-1670 (élection de Clément X), au cours duquel l'Espagne s'oppose à son élection. 
Il publie plusieurs œuvres, notamment une œuvre dans laquelle il défend la thèse que la consommation de chocolat n'interrompt pas le jeûne. Il est le fondateur de la Biblioteca Brancacciana et donne un logement à l'artiste Salvator Rosa. Il est enterré en l'église Sant'Angelo a Nilo de Naples, nécropole de la famille.

## Succession apostolique
Francesco Maria Brancaccio a ordonné les évêques suivants :
- Évêque Loreto de Franchis (it) (1634)
- Évêque Miguel Juan Balaguer (es), O.S.Io.Hieros. (1635)
- Évêque Domenico Ravenna (en) (1635)
- Évêque Luigi Pappacoda (it) (1635)
- Archevêque Gaetano Cossa (en), C.R. (1635)
- Évêque Francesco Antonio Porpora (en) (1635)
- Évêque Ascenzio Guerrieri (en) (1635)
- Évêque Cherubino Manzoni (en), O.F.M. (1635)
- Évêque Bartolomeo Frigerio (en) (1635)
- Évêque Pietro Magri (en) (1635)
- Évêque Ascanio Turamini (it) (1637)
- Évêque Carlo Maranta (it) (1637)
- Évêque Domenico Giordani (it), O.F.M.Obs. (1637)
- Évêque Giovanni Battista Falesi (en), O.P. (1638)
- Évêque Gaspare Conturla (en) (1638)
- Évêque Francesco Tontori (en), C.R.S. (1638)
- Évêque Felice Tamburelli (it) (1638)
- Archevêque Simone Carafa Roccella (en), C.R. (1638)
- Évêque Juan Pastor (it), O.M. (1638)
- Évêque Camillo Ragona (en) (1644)
- Évêque Alessandro Rossi (en) (1650)
- Évêque Raffaele de Palma (en), O.F.M.Conv. (1650)
- Évêque Filippo Cesarini (en) (1655)
- Évêque Orazio degli Albizzi (en) (1655)
- Évêque Giuseppe de Rossi (en), O.F.M.Conv. (1655)
- Évêque Francisco Camps de la Carrera y Molés (en) (1655)
- Évêque Maximilian Rudolf von Schleinitz (de) (1655)
- Évêque Juan Caramuel y Lobkowitz, O.S.B. (1657)
- Évêque Michelangelo Vaginari, O.F.M.Obs. (1659)
- Évêque Giovanni Montoja de Cardona (en) (1659)
- Évêque Giovanni Carlo Valentini (1659)
- Évêque Antonio Ricciulli (en) (1659)
- Évêque Carlo de Angelis (it) (1663)
- Évêque Antonio Cervini (1663)
- Évêque Paolo Carafa, C.R. (1665)
- Évêque Tommaso Acquaviva d'Aragona (en), O.P. (1668)
- Évêque Giuseppe Spinucci (en) (1668)
- Évêque Fulgenzio Arminio Monforte (en), O.S.A. (1669)
- Évêque Marcantonio Vincentini (it) (1669)
- Évêque Filippo Alfieri Ossorio (it) (1669)
- Évêque Giovanni Antonio Geloso (1669)
- Évêque Vincenzo Maria da Silva, O.P. (1671)
- Archevêque John Brenan (en) (1671)